# Zavattari

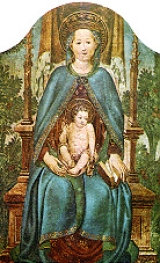
La miracolosa Madonna di Corbetta opera di Gregorio Zavattari conservata presso il locale Santuario arcivescovile della Beata Vergine dei Miracoli.

Gli Zavattari furono una famiglia di pittori attivi in Lombardia nel XV secolo. Essi disponevano di una propria bottega in Milano e nella capitale del ducato lavorarono, come pure nelle aree circostanti.

## Storia familiare

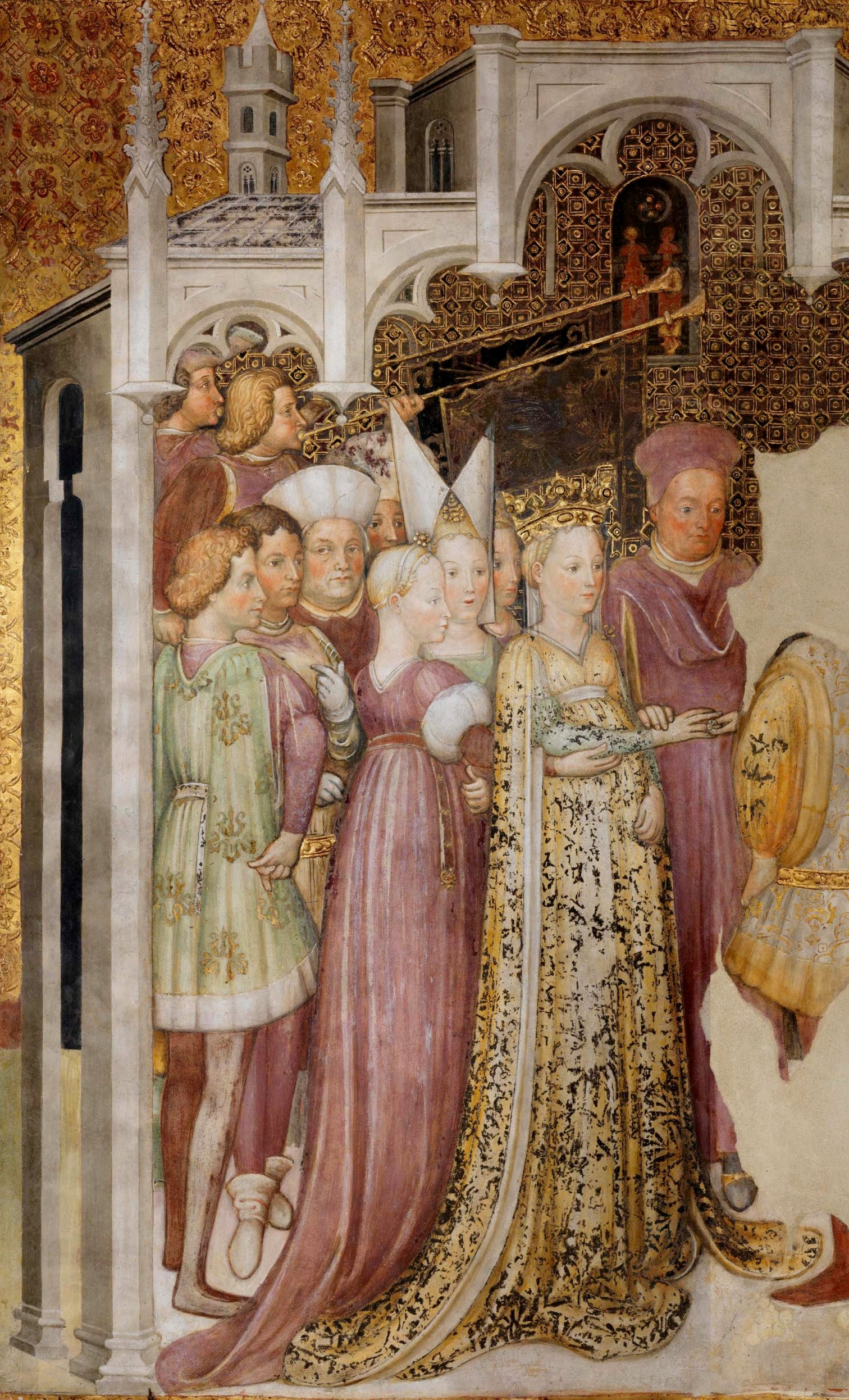
Particolare degli affreschi della Cappella di Teodolinda del Duomo di Monza, realizzati dai pittori della famiglia Zavattari

Le notizie più antiche relative alla famiglia si riferiscono al contributo di Cristoforo (primo decennio del XV secolo) e Franceschino nel periodo della costruzione del Duomo di Milano. In particolare, l'attività di Franceschino è documentata dal 1417, nella produzione delle vetrate della cattedrale, fino al 1453. A Franceschino sono attribuiti gli affreschi del Triumphus Cupidinis in palazzo Borromeo e il mazzo di tarocchi Visconti detti Brambilla oggi nella pinacoteca di Brera e da alcuni ritenuto invece opera di Bonifacio Bembo. Recentemente è stata attribuita a Franceschino anche la Madonna con il Bambino, l'Eterno Padre e un santo abate conservata nella chiesa di San Lanfranco a Pavia.
Franceschino ebbe tre figli, Giovanni, Gregorio (documentato a Milano e alla Certosa di Pavia dal 1453 al 1481) e Ambrogio (documentato a Milano e a Pavia dal 1450 al 1481) e con loro lavorò nel capolavoro da essi creato, gli affreschi della Cappella della Regina Teodolinda nel Duomo di Monza, opera datata 1441-1446 che è il maggior esempio di ciclo pittorico dell'epoca tardo gotica lombarda. Franceschino, con i soli Gregorio e Ambrogio, lavorò poi alla Certosa di Pavia (nel refettorio del monastero si conserva un Madonna con il Bambino ritenuta opera degli Zavattari). Ad Ambrogio è anche attribuito il polittico con la Madonna e santi conservato nel museo di Castel Sant'Angelo a Roma (forse 1459). A Gregorio, che fu particolarmente attivo anche nel milanese, è attribuita con sicurezza una Madonna con il Bambino (nota come Madonna di Corbetta, 1475) nel Santuario arcivescovile della Beata Vergine dei Miracoli a Corbetta, oltre agli affreschi perduti nelle chiese di San Vincenzo in Prato (1465) e di Santa Margherita (1479), entrambe a Milano. Alle medesime mani dei fratelli Zavattari è riconducibile la Madonna del Bosco del santuario della frazione di Cascina Gatti, nel comune di Sesto San Giovanni (MI) e una Santa Caterina presente nella Chiesa di Sant'Apollinare di Cornaredo (MI).
A Giovanni è ascritta la tavola con l’Assunzione della Vergine nella Pinacoteca di Brera di Milano.
I figli di Giovanni conclusero la dinastia: Franceschino II (documentato a Milano tra il 1479 e il 1481), Vincenzo, Giangiacomo e Guidone.